# اليعازر شتيرن
اليعازر شتيرن (بالعبرية: אלעזר שטרן، من مواليد 25 أغسطس 1956) سياسي إسرائيلي وجندي سابق شغل منصب اللواء في الجيش الإسرائيلي ورئيسا لمديرية القوى العاملة ويشغل حاليا منصب عضو كنيست لهناك مستقبل.